# Supercoppa greca 2010 (pallavolo)
La Supercoppa greca 2010 si è svolta il 15 ottobre 2010: al torneo hanno partecipato due squadre di club greche e la vittoria finale è andata per la seconda volta all'Olympiakos.

## Regolamento
Le squadre hanno disputato una gara unica.

## Squadre partecipanti
| Squadra       | Qualificazione                     |
| ------------- | ---------------------------------- |
| Olympiakos    | Vincitrice A1 Ethnikī 2009-10      |
| Panathīnaïkos | Vincitrice Coppa di Grecia 2009-10 |

## Torneo
| 15 ottobre 2010 Kleisto Santorinīs, Santorini Durata: ? - Spettatori: ? | Olympiakos | 3 - 1 | Panathīnaïkos | 18-25, 25-15, 25-21, 25-18 |